# عايلة فن رن
عايلة فن رن مسرحية كويتية عرضت في عيد الفطر لعام 2013 على مسرح نادي القادسية الرياضي.

## طاقم التمثيل
- عبد الرحمن العقل
- عبد العزيز المسلم
- باسمة حمادة
- انتصار الشراح
- سعاد علي
- عبد الله الخضر
- بدور عبد الله
- ناصر الدوب
- ضاري الرشدان
- رتاج العلي
- سالم المسلم